# Alex Della Valle
Alex Della Valle (* 13. Juni 1990) ist ein san-marinesischer Fußballspieler.

## Karriere
Della Valle begann seine Karriere beim ASD Verucchio, wo er sieben Spiele bestritt. 2011 wechselte er zum SC Faetano. Seit 2010 ist er san-marinesischer Nationalspieler.